# Belgisch cricketelftal (mannen)
Het Belgische cricketelftal is het nationale cricketteam dat België vertegenwoordigt. Het nationale team is een onderdeel van de Koninklijke Belgische Cricketbond, gevestigd in Berchem.
Het elftal speelde de eerste interland in 1905 tegen Nederland. Tot 1986 stond deze wedstrijd bijna jaarlijks op de kalender. Vanaf 1991 is het land aangesloten bij het International Cricket Council.  
Anno 2020 wist het land zich nog niet voor een groot internationaal toernooi te plaatsen.